# Видимая сторона Луны
Видимая сторона Луны — часть лунной поверхности, видимая с Земли.

## Описание
Из-за того, что период вращения вокруг Земли и период вращения вокруг своей оси у Луны совпадают, с Земли можно наблюдать только одно полушарие Луны. Причина этой синхронизации — действие приливных сил от Земли на неоднородности распределения массы на Луне (приливные горбы).

## Либрации

Лунные либрации

Вращение Луны вокруг своей оси и вокруг Земли совпадают не совсем точно: вокруг Земли Луна обращается с переменной угловой скоростью вследствие эксцентриситета лунной орбиты (второй закон Кеплера) — вблизи перигея движется быстрее, вблизи апогея медленнее. Однако вращение Луны вокруг собственной оси равномерно. Это позволяет увидеть с Земли западный и восточный края обратной стороны Луны. Это явление называется оптической либрацией по долготе. Есть и оптическая либрация по широте: ось вращения Луны не точно перпендикулярна плоскости её орбиты, поэтому раз в месяц с Земли видно северный и (через полмесяца) южный край обратной стороны. Совокупность этих явлений позволяет наблюдать около 59 % лунной поверхности.
Также существует физическая либрация, обусловленная колебанием спутника вокруг положения равновесия в связи со смещением центра тяжести ядра, а также в связи с действием приливных сил со стороны Земли. Эта физическая либрация имеет величину 0,02° по долготе с периодом 1 год и 0,04° по широте с периодом 6 лет.

## Рельеф и поверхность
До 1959 года, когда впервые была сфотографирована обратная сторона Луны, селенография занималась только видимой стороной. Поскольку основные детали поверхности Луны можно разглядеть невооружённым глазом, составление её карт началось очень давно, а после изобретения в XVII веке телескопа селенография вышла на новый уровень. В 1651 году итальянский астроном Джованни Риччоли присвоил многим деталям поверхности Луны названия, немало из которых используются поныне.
С Земли на Луне можно увидеть различные селенологические образования — моря, кратеры, горы и горные цепи, разломы, трещины.
Морями на Луне называются тёмные области, которые являются относительно ровными участками, покрытыми застывшей лавой. В противоположность им, «материки» — это светлые области, усеянные множеством кратеров. Моря подразделяются на собственно моря, океаны, озёра, заливы и болота. На видимой стороне находится намного больше морей, чем на обратной (21 море, один океан и 16 озёр против 2 морей и 3 озёр) и сами моря большего размера. Возможно из-за такой разницы Луна и повёрнута к Земле одной стороной.
Лунные кратеры — в подавляющем большинстве следы от ударов метеоритов. Большинство кратеров названо по имени выдающихся исследователей, таких как Тихо Браге, Коперник и Птолемей.
Кратеров на видимой стороне Луны меньше, чем на обратной, но всё равно весьма много — 300 000 кратеров диаметром больше километра и 234 кратера диаметром больше 100 км. На этой стороне расположен второй по размеру (после бассейна Южный полюс — Эйткен) лунный кратер — бассейн Моря Дождей диаметром 1200—1300 км.
На материках Луны есть горные хребты, расположенные главным образом вдоль «побережий» морей. Лунные горные хребты называются по именам земных: Апеннины, Кавказ, Альпы, Алтай.

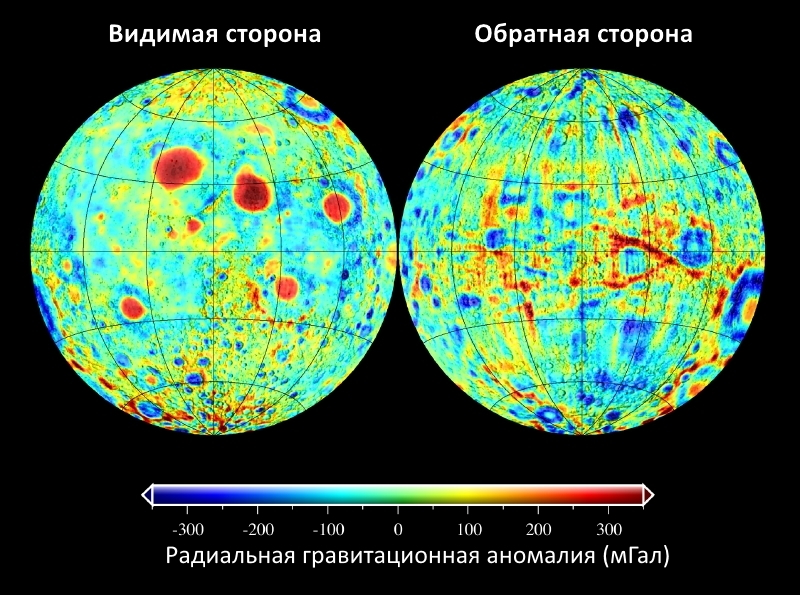
Карта гравитационного ускорения на Луне с поправкой на высоту (пересчитано на уровень условной сферы), слева — видимая сторона, справа — обратная.

По данным, полученным со спутников, обе стороны Луны имеют гравитационные аномалии, но если на обратной стороне хаотично разбросаны как положительные, так и отрицательные аномалии, то на видимой части имеются преимущественно крупные положительные аномалии (масконы). Они расположены в пределах нескольких морей и создаются плотной морской лавой, а также поднятием плотных пород мантии под ударными бассейнами, в которых лежат эти моря.
  
Согласно некоторым исследованиям, лавовый покров морей на видимой стороне Луны значительно старше, чем на обратной, разница в возрасте может доходить до полумиллиарда лет.

## Положение на земном небе
Из-за того, что традиционные телескопы показывали перевёрнутое изображение, лунные карты также создавали перевёрнутыми. При этом восточным называли край лунного диска, ближний к точке восхода Луны на небе Земли (левый в Северном полушарии, но на перевёрнутой карте — правый), а западным — край, ближний к точке захода Луны (правый в Северном полушарии, но на перевёрнутой карте — левый). В 1961 году Международный астрономический союз принял соглашение о смене сторон восток—запад с вышеуказанной системы на аналогичную географической (см. Селенографические координаты). Таким образом, в северных широтах Земли восток видимой стороны (Море Изобилия) виден справа, её запад (Океан Бурь) — слева, север — вверху, юг — внизу.
Точная ориентация Луны на небе зависит от географической широты земного наблюдателя и от восхождения Луны:
- В Арктике Луна видна на небе её северным полюсом кверху, то есть как на современной карте;
- В умеренных северных широтах (Европа, часть Азии, Северная Америка…) Луна встаёт северо-восточным краем (Море Кризисов) кверху, видна как на карте в момент кульминации, и садится северо-западным краем (Море Дождей) кверху;
- В экваториальных широтах Луна встаёт восточным краем (Море Изобилия) кверху, а садится западным краем (Океан Бурь) кверху;
- В умеренных южных широтах Луна встаёт юго-восточным краем (Море Нектара) кверху, видна южным полюсом кверху в момент кульминации, и садится юго-западным краем (Море Влажности) кверху;
- В Антарктике Луна видна на небе её южным полюсом кверху, то есть перевёрнуто относительно вида на современной карте.

## Фазы Луны
Лунная поверхность рассеивает падающий на неё солнечный свет. Изменения очертаний освещённой части поверхности Луны на небе получили название лунных фаз. При орбитальном движении изменяется взаимное расположение Земли, Луны и Солнца, и наблюдаемый с Земли терминатор перемещается по видимой стороне Луны, что и вызывает изменение её вида.

## Кратковременные лунные явления
На видимой стороне Луны с древних пор наблюдают различные непродолжительные локальные аномалии, не все из которых объяснены наукой на данный момент.